# IBus
IBus는 유닉스 계열 운영체제에서 다국어 입력을 위해 사용되는 입력기이다. IBus는 'Intelligent Input Bus'의 약자이며, 이름의 Bus는 입력기의 아키텍처가 버스(bus)형 처리방식을 채택하고 있어서 붙여지게 되었다.

## 목표
- 사용자 환경에서 사용자 친화적인 입력방식과 기능을 제공
- 인증 방식 채택으로 보안성을 향상
- 입력기 개발자를 위한 범용 인터페이스와 라이브러리 제공
- 각기 다른 지역과 관습에 맞는 사용자의 요구 충족

## 같이 보기
- SCIM